# Ariane Astrid Atodji
Ariane Astrid Atodji (árabe: أريان أستريد أتودجي; nacida en 1980) es una guionista y cineasta camerunesa. Ha realizado diversos documentales aclamados por la crítica, como Koundi et le Jeudi national y La souffrance est une école de sagesse.

## Biografía
Atodji nació en 1980 en Nguelemendouka, Camerún. Se graduó de la Universidad de Yaundé y luego asistió a talleres de cine en el Instituto Goethe en Yaundé. Posteriormente se cambió a la Escuela Internacional de Cine LN de Yaundé para continuar sus estudios.

## Carrera
En 2010 dirigió su primer trabajo documental Koundi et le Jeudi national, producido con el apoyo del Instituto Goethe. Ganó el premio especial del jurado en el Festival de Cine de Dubái (DIFF) por el documental. En 2014 dirigió su segundo documental La souffrance est une école de sagesse.

## Filmografía
| Año  | Película                                                                            | Papel                 | Género     | Ref.  |
| ---- | ----------------------------------------------------------------------------------- | --------------------- | ---------- | ----- |
| 2010 | Koundi et le Jeudi national (Koundi y Jueves Nacional)                              | Directora y escritora | documental | [ 8 ] |
| 2014 | La souffrance est une école de sagesse (El sufrimiento es una escuela de sabiduría) | Directora             | documental | [ 9 ] |